# Kościół katolicki na Kiribati
Kościół Rzymskokatolicki na Republice Kiribati jest częścią światowego Kościoła katolickiego, który założony jest podczas Ostatniej Wieczerzy przez Jezusa Chrystusa, i pozostaje pod duchowym przywództwem papieża oraz Kurii Rzymskiej w Watykanie jest największym chrześcijańskim kościołem na świecie. Biskup Paul Mea jest biskupem Tarawa na Kiribati i Nauru.

## Demografia
Chrześcijaństwo jest największą religią na Nauru, natomiast najwięcej wyznawców ma katolicyzm a potem kongregacjonalizm.

## Historia
Kościół katolicki powstał na Kiribati w 1897 roku. Oficjalne święta liturgiczne na Kiribati to Wielkanoc, Boże Narodzenie i Narodowy Dzień Ewangelii.